# Just Say Yes (film)
Just Say Yes è un film del 2021 diretto da Appie Boudellah e Aram van de Rest.

## Trama
La vita di Lotte, inguaribile romantica, viene rovinata quando il suo matrimonio va a rotoli proprio mentre nello stesso momento sua sorella si fidanza.

## Distribuzione
Il film è stato distribuito sulla piattaforma Netflix a partire dal 2 aprile 2021.